# Christopher Isham
Christopher Isham, también citado como Chris J. Isham o C. J. Isham, (* 28 de abril de 1944) es un físico teórico británico que se dedica a la física matemática, especialmente a la gravedad cuántica y a los fundamentos de la mecánica cuántica.

## Contribuciones
Los temas de mayor interés de Christopher Isham son la Gravedad cuántica y el estudio y análisis de los fundamentos de la teoría cuántica. Isham fue el inventor de un formalismo basado en un tipo de lógica temporal llamado "el formalismo HPO", y también ha trabajado en la Gravedad cuántica de bucles y en Geometrodinámica cuántica. Junto con John Baez, Isham está a favor de la utilización de la Teoría de categorías en la física teórica. En años recientes, desde por lo menos los años noventa, ha estado trabajando en una nueva aproximación a la mecánica cuántica basada en la teoría de Topos.
Isham ha aparecido en varios programas de Nova, una serie de televisión estadounidense, así como en una película sobre Stephen Hawking. El físico Paul Davies ha descrito a Isham como "El mayor experto en gravedad cuántica de toda Gran Bretaña"

## Premios
- 2011: Premio Dirac por sus trabajos en Gravedad cuántica.[4]